# Dominick Guinn
Dominick Guinn (* 20. April 1975 in Hot Springs, USA) ist ein US-amerikanischer Schwergewichtsboxer.

## Amateur
Guinn gewann die „National Golden Gloves“ in den Jahren 1997 und 1999 sowie die US-amerikanische Meisterschaft 1998. Bei den Goodwill Games 1998 in Seattle verlor er im Halbfinale gegen den Kubaner Alexis Rubalcaba und belegte einen dritten Platz. Für die Olympischen Spiele 2000 konnte er sich nicht qualifizieren, da er in der US-amerikanischen Vorausscheidung gegen Calvin Brock unterlag. Seine Bilanz war 290-26.

## Profi
Sein Werdegang als Profi kann in drei Phasen unterteilt werden. Zu Beginn hatte er trotz seiner Amateurlorbeeren und Betreuung durch Shelly Finkel praktisch keine Fans und Unterstützer. Seine Aufbaugegner galten als schwach und seine Leistungen als mäßig.
Das änderte sich, als er gegen den noch hochangesehenen Michael Grant gestellt wurde, der zuvor nur gegen Lennox Lewis K. o. gegangen und einen weiteren Kampf verletzungsbedingt verloren hatte. Guinn trumpfte stark auf und schlug Grant schwer K. o. Auch im nächsten Kampf gegen Duncan Dokiwari, einen Amateurstar mit durchwachsenen Profileistungen, konnte er überzeugen, er besiegte den olympischen Bronzemedaillengewinner von 1996 souverän nach Punkten. Er wurde nun vom Pay-TV-Sender HBO als größtes Talent seit Riddick Bowe angepriesen.
Doch im übernächsten Kampf gegen Monte Barrett platzte die Blase schon wieder. Er unterlag Barrett nach phlegmatischer Vorstellung. Er erntete in Anspielung auf seinen Kampfnamen „The Southern Desaster“ bissige Kommentare in den Medien. Auch gegen Sjarhej Ljachowitsch unterlag er nach Punkten, ebenso wie gegen James Toney. Gegen Friday Ahunanya boxte er nur unentschieden. An dieser Stelle trennte er sich von Finkel und seinem Promoter Main Events. Es half nicht viel. Den ebenfalls schwächelnden Olympiasieger Audley Harrison konnte er zumindest noch auspunkten, gegen Tony Thompson verlor er aber erneut. Im Jahr 2007 verlor er gegen den ungeschlagenen Eddie Chambers und den als Aufbaugegner geplanten Robert Hawkins (22-10). Den Franko-Kanadier Jean-François Bergeron, der zuvor nur gegen Nikolai Walujew nach Punkten verloren hatte, konnte er im Oktober 2008 durch K. o. in der zweiten Runde besiegen.